# The Sims 2
The Sims 2 fra Maxis er fortsættelsen til det bedst sælgende pc-spil nogensinde, The Sims.

## Overblik
The Sims 2 er en simulation af menneskers virkelige liv der forgår i et fiktivt land der hedder simnation. I 2'eren er der i modsætning til 1'eren integreret en decideret livscyklus, det skal betyde at ens figurer bliver ældre med tiden, for til sidst at gå i døden.
Som udgangspunkt kan man spille en figur fra babystadiet til ældre menneske, men de fleste starter typisk med at spille med en teenager eller voksen. Man kan så få chancen for at spille med endnu yngre figurer, hvis man opnår en graviditet. Det er faktisk også måden, hvorpå spillet principielt kan fortsætte "i det uendelige." Selvom nogle figurer dør, kan de i mellemtiden have fået børn. 
Afhængigt af hvilken alder hver enkelt figur har, har de også forskellige opgaver. Børn skal klare sig godt i skolen, teenagere står også over for skolen, men samtidig popularitet og kærester, voksne skal udvikle sig en stabil karriere, osv.
Noget andet nyt er at ens simmer har et livsmål. De kommer i form af rigdom, popularitet, romantik, familie og viden. Efter udvidelsespakken The Sims 2: Nightlife kom "behag" som et nyt livsmål.
På hjemmefronten har man som spiller rige muligheder. Der er naturligvis alle de essentielle ting, man skal købe, men derudover skal man også sørge for oppyntning og underholdning. Jo bedre en karriere og indtægt man har, jo flere penge er der til at udbygge huset og dets indhold.
Nabolagene befolkes med familier – en eller flere simmere, der har familiemæssige forbindelser. Som spiller styrer man en familie, mens de øvrige simmer ved hjælp af AI (kunstig intelligens) lever deres liv på en rimelig måde. Spillets basale udfordring består i:
- At sørge for, at simmerne får opfyldt deres basale behov for mad, hygiejne, søvn, sjov, sociale kontakter mm.
- At sørge for at udvikle simmernes færdigheder, så de bedre kan bestride arbejde osv.
- At interagere med andre simmer i spillet. Dette er som i det virkelige liv ikke altid så let.
- At ens simmer får udfyldt sit livsmål.

## Programmer
Der kom forskellige programmer fra EA til The Sims 2. Den ene er Bodyshop (program til at tegne sit eget tøj, makeup, hud, øjenskygge mm. i paint, og så overføre det til Exchange. Så kan man spille med det i spillet) og Homecrafter (program til at tegne eget tapet, gulv mm.)

## Færdigheder
Simmere kan lære færdigheder der er nødvendige for at blive forfremmet får spillet til at gå hurtigere og gøre det ofte nemmere for dem.
- Madlavning
- Rengøring
- Mekanik
- Karisma
- Logik
- Kreativitet
- Krop (sport)

## Magasiner og personlighed
I spillet er der forskellige interesser man kan få i top. Simmerne kan også købe forskellige magasiner til 15 similioner pr. stk.
Magasinerne hedder:
- Rotteræset
- Vores liv
- Højpandet
- Unge simmer
- Det hinsides
- Superstjernen

Simmernes interesser er på forskellige point fra 0-5 
- Sport
- Det paranormale
- Rejser
- Arbejde
- Vejret
- Dyr
- Skole
- Legetøj
- Science fiction
- Politik
- Penge
- Miljø
- Kriminalitet
- Underholdning
- Kultur
- Mad
- Helbred
- Mode

Simmerne har også forskellige personligheder. Der er 25 point, der går fra det ene adjektiv til det andet (modsætninger). De fem personlighedstræk er:
- Sløset – Pæn
- Genert – Udadvendt
- Doven – Aktiv
- Alvorlig – Legesyg
- Gnaven – Rar

## Simoleon
I spillet hedder valutaen simoleon (simoleoner i flertal). Det har været brugt siden SimCity men det er først i The Sims 2, at man har kunnet se, at de er hvide og orange. En sjov lille detalje er, at man kun ser dem betale med 20 simoleon sedler.

## Job
Simmerne har mange forskellige job at vælge imellem.
Når man når langt nok i en karriere, låser man op for en karrierebelønning. De forkellige bonusgenstande øger for eksempel en bestemt færdighed eller har andre fordele.
Man kan bruge avisen eller computeren til at finde et job. Det er ikke alle job man kan vælge imellem hver spil-dag (ca. 24 minutter), så hvis man ønsker at simmeren skal have et bestemt job, kan man ikke regne med at de kan få det med det samme.
For at blive forfremmet, skal simmeren have et vist antal færdighedspoint. For eksempel kræver Politik og Forretning at simmeren har færdighedspoint i Karisma, men også i for eksempel kreativitet. Ud over at få færdighedspoint, skal simmeren også have et bestemt antal venner. Det er dog ikke alle karrierer der kræver at simmeren har venner. En tredje ting man skal være opmærksom på er, at simmerens behov skal være opfyldt. Hvis simmeren er sulten, træt, eller keder sig, er simmerens humør ikke godt, og chancen for at han/hun bliver forfremmet er mindre.
Der er ca. 10 niveauer i hver karrere.
Her er en liste over de job man kan få, og hvilke karrierebelønninger der bliver låst op for:
- Atletik - Boksebold (Låser op i "niveau" 5) +Krop
- Forretning - Mini golfbane (Låser op i niveau 5) + Karisma
- Kriminalitet - Løgnedetektor (Låser op i niveau 4) +Kreativitet
- Kulinarisk - Chokolade-maskine (Låser op i niveau 6) +Madlavning
- Lov og Orden - Fingeraftryksscanner (Låser op i niveau 6) +Rengøring
- Medicin - Operation-træning (Låser op i niveau 4) +Mekanik
- Politik - Talerstol (Låser op i niveau 5) +Karisma
- Militær - Forhindringsbane (Låser op i niveau 4) +Krop
- Videnskab - Maskine hvor man kan studere og fremstille mikroorganismer (Låser op i niveau 6) +Logik
- Drivert - Indendørs "have" (Låser op i niveau 5) +Kreativitet

Disse karrierer kræver The Sims 2: University:
- Naturvidenskab -  Kødædende plante (Låser op i niveau 6) Hvis planten har spist en simmer, kan den malkes. Når en simmer drikker mælken, vil vedkommendes liv forlænges.
- Kunstner - Antikt Kamera (Låser op i niveau 5) Kan bruges til at tage billeder overalt på grunden, ligesom feriebilleder i The Sims 2: Bon Voyage. Fungerer på samme måde som et screenshot.
- Paranormal/Overnaturlig - Telefon til Manden Med Leen (Låser op i niveau 5) Telefonen kan bruges til at bringe døde simmere tilbage. Hvis man ikke giver penge nok, kan man være uheldig, og den døde simmer kan vende tilbage som zombie eller med færre færdighedspoint.
- Show business - Maskine til plastik-kirurgi (Låser op i niveau 6) Gør det muligt at ændre en voksen simmers ansigt. Man skal passe på, for ellers kan det gå galt, og den eneste måde simmeren kan få et normalt ansigt, er at gå ud af spillet uden at gemme.

Disse karrierer kræver The Sims 2: Seasons:
- Eventyr - Gylden statue (Låser op i niveau 5) Vil give simmeres behov et lille boost, hvis simmerne er i nærheden.
- Jura - Podie/Talerstol (Låser op i niveau 6) Fungerer på samme måde som talerstolen i Politik-karrieren, bortset fra at man får penge for at bruge den (5 simoleoner pr. 5 minutter i spillet (dvs. 5 sekunder)). +Karisma
- Journalistik - Lille statue (Låser op i niveau 6) Har samme effekt som belønningen i Eventyr-karrieren
- Spiller/Gamer - Pinball flippermaskine (Låser op i niveau 5) Giver 5 simoleoner pr. 5 pils-minutter (dvs. 5 simoleoner pr. 5 sekunder)
- Uddannelse - Bogreol (Låser op i niveau 5) Denne bogreol kan bruges til at studere alle færdigheder. Ved normale bogreoler kan man kun studere madlavning, rengøring og mekanik.
- Musik - Lille anlæg med en guitar (Låser op i niveau 6) Kan fås i en anden farve hvis man går ind under Byg (F2) og vælger værktøjet redigér

Disse karrierer kræver The Sims 2: Free Time
- Oceanograf - En lille sø til haven (Låser op i niveau 6)
- Underholdning - Stjerne (dekoration i gulvet/jorden) (Låser op i niveau 5) Giver et lille boost til behovet Venner.
- Arkitektur - Arbejdsbord (Låser op i niveau 6)
- Spionage - Lille radar/parabol lignende ting simmere kan spionere med (Låser op i niveau 5)
- Dans - Ballet barré (Låser op i niveau 6) +Krop

Kæledyr kan også vælge karriere i The Sims 2: Pets. Hvert job er med 3 niveauer, og for at blive forfremmet, skal kæledyret lære nye kommandoer ud over at møde op.
- Sikkerhed
- Showbusiness
- Service

## Livsstadier
- Baby
- Tumling
- Barn
- Teenager
- Ung voksen (kræver The Sims 2: University)
- Voksen
- Ældre

## Simlish
I spillet tales der et fiktivt sprog kaldet Simlish, som består af vrøvleord.

## Udvidelsespakker
Som til The Sims er der til The Sims 2 kommet udvidelsespakker, der bringer nye genstande og mål, som man kan udfordre sine simmere i. Det drejer sig om:
- The Sims 2: University – Her skal spilleren styre den unge simmers liv på universitetet.
- The Sims 2: Nightlife – Her får spilleren mulighed for at styre, hvordan simmerne slår sig løs i nattelivet.
- The Sims 2: Open for Business – Her kan spilleren påvirke simmerens arbejde, som man ellers kun oplever i forbindelse med afgang og hjemkomst med efterfølgende lønudbetaling samt lejlighedsvise moralske dilemmaer fra arbejdet, der kan påvirke karriere og løn drastisk. Man kan blandt andet oprette sin egen butik hjemme.
- The Sims 2: Pets – Her kan spilleren få kæledyr og lege med dem. Man kan også oprette sit eget internat.
- The Sims 2: Seasons – Her kan simmerne blandt andet fiske og tage sol i løbet af de fire årstider med skiftende vejr.
- The Sims 2: Bon Voyage – Nu kan dine simmere tage væk fra det stressende liv derhjemme og rejse til tre nye drømmeferiemål.
- The Sims 2: Free Time – Diverse fritidsinteresser bliver tilføjet til spillet
- The Sims 2: Apartment Life – Her kan simmerne bo i lejligheder og blive hekse m.m.

### University
- "Come On" – Steadman
- "This Conversation Is Over" – Acceptance
- "Beautiful Life" – Charlotte Martin
- "Outsider" – The Daylights
- "Sway" – The Perishers
- "Pretty People" – Dexter Freebish
- "Very Very Rich Town" – Go Betty Go
- The Compromise" – The Format

### Pets
- "Chemicals React" – Aly & AJ
- "Cast Long Shadows" – Brazil Candles
- "I play Chicken with a Train" – Cowboy Troy
- "Future" – Cut Copy
- "Fortuzala" – Dena Deadly
- "Free Radicals" – The Flaming Lips
- "Colours" – Hot Chip
- "So Glad To See You" – Hot Chip
- "Hit It" – Isabelle Huang
- "Topsy Turvy" – Jessi Malay
- "Unthinkable" – Joanna J
- "Come On Come On" – Kristen Dex
- "Turn Out the Light" – New Amsterdams
- "Dixie Dixie Where Have You Been All My Life" – Prescott
- "Hurt Nobody" – Prescott
- "Boombox Breakdown" – Ralph Myerz and The Jack Herren Band
- "Girl Next Door" – Saving Jane
- "Boyhunter" – Skye Sweetnam
- "I Never Know" – Something for Rockets
- "Wow Wow Wow" – Tanaila
- "Black Shoes" – The Films
- "The Compromise" – The Format
- "Topy Apa Ty" – The Netw0rk
- "Don't Cha" – Pussycat Dolls
- "Simpatico" – Touchstone
- "Wubbas Doo" – W of P3 Aff

### Seasons
- "Mr. High And Mighty" – Government Mule
- "Smile" – Lily Allen
- "Blue Jeans Pizza" – Moe
- "Band N" – The Breadbox
- "The Next One" – The Chris McCarty
- "Close Your Eyes" – The String Cheese Incident
- "When It All Falls Apart" – The Veronicas

### FreeTime
- "Fa-Fa-Fa" – Datarock
- "It's A Party" – Fire Flies
- "Into The Sun" – Great Northern
- "Britney" – I'm From Barcelona
- "La Otra Princesa" – Lara
- "Your Forgiveness" – Lexington Bridge
- "Pocket Full Of Sunshine" – Natasha Bedingfield
- "Take Out The Trash" – They Might Be Giants

### Apartment Life
- “Everything” – Performed by A Cursive Memory
- “Getting Better” -Performed by Bob Schneider
- “Radio” – Performed by Castaneda
- “Fancy Footwork” – Performed by Chromeo
- “Battle Royale” – Performed by Does It Offend You, Yeah?
- “Sweet About Me” – Performed by Gabriella Cilmi
- “Club Soda” – Performed by Ghostland Observatory
- “Where Would We Be Now” – Performed by Good Charlotte
- “Violet Stars Happy Hunting!” – Performed by Janelle Monae
- “Crazy” – Performed by Jem
- “Mad Pursuit” – Performed by Junkie XL feat. Electrocute
- “Hot N Cold” – Performed by Katy Perry
- “Ghosts” – Performed by Ladytron
- “Mozdulj Mar (Mondulo Mar)” – Performed by Lola
- “Ona Odna (She's Alone)” – Performed by Ranetki Girls
- “This Is Not A Test” – Performed by Shock of Pleasure
- “Brainless” – Performed by Sunny Day Sets Fire
- “Good Day” – Performed by Tally Hall
- “Come My Sunshine” – Performed by The Comas
- “Divebomb” – Performed by The Whip
- “Not A Love Song” – Performed by Uh Huh Her
- “On & On” – Performed by Vanilla Sky
- “Can't Believe My Eyes” – Performed by Wainwright

## Tilføjelser
Stuff-tiføjelser består kun af genstande (normalt 60 stk). Nogle inkluderer også særlige spil-elementer til tidligere udgivelsespakker. Der er udgivet sammenlagt 10 stuff-pakker. The Sims 2: Holiday Party Pack tjente som en pilot-udgivelse for en række produkter kaldet "booster packs". Efter denne succes omdøbte EA dem til "stuff packs" og lancerede det med udgivelsen af The Sims 2: Family Fun Stuff. The Sims 2: Mansion & Garden Stuff er den sidste stuff-pakke til The Sims 2.
| Navn                                 | Udgivelsesdato                                           | Inkluderer |
| ------------------------------------ | -------------------------------------------------------- | --- |
| Holiday Party Pack                   | Windows: NA November 17, 2005                            | Ting med tema i form af Jul, Halloween, Thanksgiving, Hanukkah, Kwanzaa og nytår, plus nye NPC'er (julemanden, Fader tid og Baby New Year). |
| Family Fun Stuff                     | Windows: NA April 13, 2006 Mac OS X: April 30, 2007      | Familie-orienteret eventyr, det ydre rum og maritimt tem, primært til børneværelser                                                         |
| Glamour Life Stuff                   | Windows: NA August 31, 2006 Mac OS X: June 1, 2007       | Luksus, couture og glamour, genstande gulve og vægge.                                                                                       |
| Happy Holiday Stuff                  | Windows: NA November 7, 2006 Mac OS X: September 4, 2007 | Alle genstande fra Holiday Party Pack, plus ting med asiatisk og europæisk tema.                                                            |
| Celebration! Stuff                   | Windows: NA April 3, 2007                                | Bryllups-tema hår, mode, accessories, møbler og andre fest-genstande.                                                                       |
| H&M Fashion Stuff                    | Windows: NA June 5, 2007                                 | Mode-genstande fra H&M og genstande. |
| Teen Style Stuff                     | Windows: NA November 5, 2007                             | Goth, Thrasher ogd Socialit-tema til teenageres soveværelser, og en ny Create-a-Sim hår og tøj til teenage Simmere.                         |
| Kitchen & Bath Interior Design Stuff | Windows: NA April 15, 2008                               | Køkken og badeværelses-genstande, gulve, vægge og tekstiler.                                                                                |
| IKEA Home Stuff                      | Windows: NA June 24, 2008                                | Møbler, gulve og vægge fra IKEA. |
| Mansion & Garden Stuff               | Windows: NA November 17, 2008                            | Genstande fra tre nye dekorative temaer (Marokkansk, Art Deco, og Andet franske kejserrige).                                                |

## Collections
Der findes samlinger udgivet af EA til Windows:
- The Sims 2: Best of Business Collection er en pakke, der indeholder The Sims 2 Open for Business, The Sims 2 H&M Fashion Stuff og The Sims 2: Kitchen & Bath Interior Design Stuff. Den blev udgivet 6. oktober 2009 i Nordamerika.
- The Sims 2: Fun with Pets Collection . Den omfatter The Sims 2: Pets, The Sims 2: Family Fun Stuff og The Sims 2: Mansion & Garden Stuff. Der er ikke bonusindhold inkluderet i pakken. The Sims 2-grundspillet er påkrævet for at installere eller køre dette produkt. Den blev udgivet  12. januar 2010 i Nordamerika

## The Sims 2 magasinet
Sims 2-magasinet et magasin, udgivet af EA i Danmark handlede om Sims 2 og kom med ting som blandt andet brevkasser, interviews og guider men magasinet lukkede efter kun fire udgivelser. Magasines udkom hver tredje måned og kostede 40 kroner. Første nummer kom i august 2007. Der udkommer en lignende udgave af et Sim-magasin i blandt andet Spanien.

## Soundtrack
I Sims 2 er der et hav af forskelligt baggrundsmusik. Der er kun baggrundsmusik under Køb (F2), Byg (F3), når spillet indlæser og når man laver en ny familie.
Musikken fremstår ikke kun som baggrundsmusik. Hvis en simmer tænder for et TV eller et stereoanlæg, kan man vælge mellem en masse forskellige genrer.
Man kan vælge og fravælge hvad for noget musik, og hvilke numre man vil høre, hvis man går ind under Indstillinger (F5).